# Lorcin (województwo lubelskie)
Lorcin – kolonia w Polsce położona w województwie lubelskim, w powiecie bialskim, w gminie Łomazy.
W latach 1975–1998 miejscowość należała administracyjnie do województwa bialskopodlaskiego.

## Historia
W wieku XIX awuls (folwark bez włościan) w dobrach Krasówka, w roku 1875 odłączony od dóbr posiadał wówczas 98 mórg.